# Tsotne Bendianishvili
Tsotne Bendianishvili (Tbilisi, 27 december 2002) is een Georgisch-Belgisch voetballer die sinds 2022 uitkomt voor Sint-Eloois-Winkel Sport.

## Clubcarrière
Bendianishvili begon zijn jeugdcarrière bij KV Kortrijk. In 2012 stapte hij over naar KAA Gent, maar twee jaar later keerde hij terug naar Kortrijk. Daar ondertekende hij in september 2021 zijn eerste profcontract. Op 2 februari 2022 maakte hij zijn profdebuut: in de competitiewedstrijd tegen Antwerp FC (0-2-verlies) liet trainer Karim Belhocine hem in de blessuretijd invallen voor Michiel Jonckheere. Een paar maanden later stapte hij over naar Sint-Eloois-Winkel Sport.

## Clubstatistieken
| Seizoen         | Club                     | Land            | Competitie         | Competitie | Competitie | Beker | Beker | Supercup | Supercup | Europees | Europees | Totaal | Totaal |
| Seizoen         | Club                     | Land            | Competitie         | Wed.       | Dlp.       | Wed.  | Dlp.  | Wed.     | Dlp.     | Wed.     | Dlp.     | Wed.   | Dlp.   |
| --------------- | ------------------------ | --------------- | ------------------ | ---------- | ---------- | ----- | ----- | -------- | -------- | -------- | -------- | ------ | ------ |
| 2021/22         | KV Kortrijk              | Vlag van België | Jupiler Pro League | 1          | 0          | 0     | 0     | —        | —        | —        | —        | 1      | 0      |
| 2022/23         | Sint-Eloois-Winkel Sport | Vlag van België | Eerste nationale   | 21         | 0          | 0     | 0     | —        | —        | —        | —        | 21     | 0      |
| 2023/24         | Sint-Eloois-Winkel Sport | Vlag van België | Eerste nationale   | 3          | 0          | 1     | 0     | —        | —        | —        | —        | 4      | 0      |
| Carrière totaal | Carrière totaal          | Carrière totaal | Carrière totaal    | 25         | 0          | 1     | 0     | 0        | 0        | 0        | 0        | 26     | 0      |

Bijgewerkt op 4 mei 2022.

## Interlandcarrière
Bendianishvili was in het verleden Georgisch jeugdinternational.